# Saint-Martin-de-Mâcon
Saint-Martin-de-Mâcon – miejscowość i gmina we Francji, w regionie Nowa Akwitania, w departamencie Deux-Sèvres.
Według danych na rok 1990 gminę zamieszkiwało 347 osób, a gęstość zaludnienia wynosiła 28 osób/km² (wśród 1467 gmin regionu Poitou-Charentes Saint-Martin-de-Mâcon plasuje się na 674. miejscu pod względem liczby ludności, natomiast pod względem powierzchni na miejscu 706.).